# Bugacia arenaria
Bugacia arenaria är en stekelart som beskrevs av Erdös 1946. Bugacia arenaria ingår i släktet Bugacia, och familjen puppglanssteklar. Arten är reproducerande i Sverige.